# 禧伯城 (犹他州)
禧伯城（英文：Heber City），是美国犹他州沃萨奇县下属的一座城市。建市于 1858年，面积大约为8.41平方英里（21.8平方公里），海拔约为5,604英尺（1,708米）。根据2010年美国人口普查，该市有人口11,362人。